# Tahiri Elikana
Tahiri Elikana (ur. 14 września 1988 na Wyspach Cooka) – piłkarz z Wysp Cooka grający w tamtejszym Avatiu Rarotonga na pozycji obrońcy
Karierę rozpoczął w 2011 roku w Avatiu Rarotonga.
W reprezentacji Wysp Cooka zadebiutował w 2011 roku. Rozegrał w niej 7 meczów.